# Московский логический кружок
Московский логический кружок (МЛК) — неформальное объединение студентов, аспирантов и выпускников философского факультета МГУ в 1952—1957 (1958) гг., ставившее целью построение на новых основаниях содержательной (содержательно-генетической) логики, теории мышления и гносеологии.

## История
Был организован в 1952 г. Б. А. Грушиным, А. А. Зиновьевым, М. К. Мамардашвили и Г. П. Щедровицким. В работе Кружка принимали также участие (с разной степенью вовлечённости) Н. Г. Алексеев, В. Близненкова, П. И. Гелазония, О. И. Генисаретский, В. В. Давыдов, О. Добронравов, В. А. Костеловский, И. С. Ладенко, Д. Г. Лахути, А. Г. Раппапорт, В. Н. Садовский, В. И. Столяров, А. Л. Субботин, В. К. Финн, В. С. Швырёв и др.
Официально Кружок действовал как семинар в составе Научного студенческого общества философского факультета МГУ. Формальными руководителями семинара были последовательно доценты кафедры логики Н. Воробьёв, М. Алексеев, Е. К. Войшвилло. Фактически Кружок был инициативным объединением аспирантов и студентов.
Мы часто фланировали по улице Горького и по прилегающим к Пушкинской площади бульварам. Это всегда была компания в пять, шесть или восемь человек (например: Карл Кантор, Борис Шрагин, Александр Субботин, Борис Грушин, Эвальд Ильенков, Александр Зиновьев, Василий Давыдов, я — вот одна из таких комбинаций), которая могла, скажем, собраться в два часа дня и до вечера двигаться по московским улицам, где-то оседать: либо в пивном баре номер один на улице Горького, либо в пивном баре в Столешниковом переулке, или доходить до Кировской, или идти ещё куда-то. И вот именно здесь, в этом постоянном движении, оттачивались оппозиции, мысли.
Резкие и вызывающие выступления участников Кружка, наряду с выступлениями представителей т. н. «группы гносеологов» (Э. В. Ильенков, В. И. Коровиков), на философских конференциях 1953—1954 гг., громкие защиты дипломных и диссертационных работ стали заметной частью жизни философского сообщества тех лет, переживавшего изменение идеологической ситуации в связи с отходом от дел и смертью И. В. Сталина.
Кружок декларировал недостаточность понятий формальной логики для эмпирического исследования мышления и неприемлемость психологистической его трактовки (как индивидуальных способностей индивида или их проявления). В качестве материала для эмпирического исследования мышления были избраны научные тексты.
И. С. Ладенко выделяет в развитии Кружка три основных этапа: формирования 1) представлений о приёмах и способах мышления как основных объектах логики; 2) представлений об операциональной структуре процессов мышления; 3) образа механизмов рефлексии.
Не сумев выработать единой исследовательской программы, члены Кружка пошли своими собственными путями.
Щедровицкий, преодолевая отождествление логики, теории мышления и гносеологии, занялся разработкой программы исследования мышления как деятельности, вокруг которой был организован Московский методологический кружок (ММК), являвшийся непосредственным продолжением МЛК и, в форме движения системомыследеятельностной методологии, продолжающий работу до сих пор.
Зиновьев фактически дезавуировал «юношеское увлечение» (не возразив однако спустя 50 лет против публикации своей диссертации, отражающей идеи тех лет) и занялся разработкой нестандартных логических исчислений. В близкой тематике продолжили работу Лахути и Финн.
Грушин профессионализировался как методолог исторического, а затем социологического исследования, как практикующий социолог.
Мамардашвили декларировал неприемлемость для себя организованных (кружковых, движенческих) форм работы и самоопределился как философ «сократического» склада ума и образа жизни.

## Документы
- Щедровицкий Г. П. Современная наука и задачи развития логики. Доклад на дискуссии о предмете и методе логики на философском факультете МГУ 26.02.54 г. // Щедровицкий Г. П. Философия. Наука. Методология. — М., 1996., сс. 25-56
- Зиновьев А. А. Восхождение от абстрактного к конкретному (на материале «Капитала» К. Маркса). — М., 2002. — 321 с.
- Грушин Б. А. Очерки логики исторического исследования. — М.1961.
- Мамардашвили М. К. Формы и содержание мышления. — М., 1968.

## Воспоминания и рефлексия
- Щедровицкий Г. П. Философия у нас есть // Щедровицкий Г. П. Философия. Наука. Методология. — М., 1996., сс. 1-24
- Щедровицкий Г. П. Я всегда был идеалистом. — М., 2001. — 323 с.
- Щедровицкий Г. П. Московский методологический кружок: развитие идей и подходов. / Из архива Г. П. Щедровицкого. Т. 8. Вып. 1. — М., 2004. — 352 с.
- Зиновьев А. А. В преддверии рая (1979)
- Мамардашвили М. К. Начало всегда исторично, то есть случайно // «Вопросы методологии». 1991, № 1.
- Грушин Б. А. Мы пытались ответить на кардинальные вопросы // «Вопросы методологии». 1991, № 1.
- Белянчикова Л. Б. Грушин: «Мы все время вели войны за свой предмет» // RELGA. № 2 (92) 11.05.2004.
- Хромченко М. С. (составитель). ММК в лицах. — М.: Фонд «Институт развития им. Г. П. Щедровицкого», 2006. — 436 с. — ISBN 5-903065-05-8.
- Хромченко М. С. (составитель). ММК в лицах. — М.: Фонд «Институт развития им. Г. П. Щедровицкого», 2006. — Т. 2. — 384 с. — ISBN 5-903065-09-7.

## Исследования
- Ладенко И. С. Становление и развитие идей генетической логики // Вопросы методологии, 1991, № 3. — С. 7—12.
- Tabatchnikova S. Le Cercle de méthodologie de Moscou (1954—1989): Une pensée, une pratique. — P., 2007. — 332 pp.
- Хромченко М. С. Диалектические станковисты (главы из книги о Г. П. Щедровицком). — М., 2004. — 160 с. ISBN 5-98530-003-X
- Московский методологический кружок в лицах. Том 2.
- Онтология мышления в ММК